# فناوری‌های نوپدید
فناوری‌های نوپدید (به انگلیسی: Emerging technologies) به پیشرفت‌ها و نوآوری‌های معاصر در حوزه‌های گوناگون فناوری اشاره دارد. شماری از فناوری‌های هم‌گرا در هم‌گرایی فنی سیستم‌های مختلفی پدیدار شده‌اند که به سوی اهداف مشابه تکامل پیدا می‌کنند. هم‌گرایی می‌تواند به فناوری‌های مجزای پیشین همچون صدا (و عناصر تلفن)، داده‌ها (و کاربردهای بهره‌وری) و ویدئو که هم‌اکنون به اشتراک منابع و تعامل با هم می‌پردازند، بازدهی‌های جدیدی بدهد.
فناوری‌های نوپدید آن نوآوری‌های فنی هستند که پیشرفت‌های مترقّی را در درون یک حوزه به‌منظور رقابت به نمایش می‌گذارند؛ فناوری‌های هم‌گرا نشان‌دهندهٔ حوزه‌های مجزای پیشینی هستند که به نوعی به سمت اتصال داخلی قوی‌تر و اهداف مشابه می‌باشند. هرچند نظرات مختلفی در خصوص درجهٔ برخورد، وضعیت، و حیات اقتصادی فناوری‌های نوپدید و هم‌گرا وجود دارد.